# Petr Ramseidl
Petr Ramseidl (* 20. srpna 1964) je bývalý český bobista. Závodil ve dvojbobu s brzdařem Zdeňkem Kohoutem.

## Sportovní kariéra
Startoval na ZOH 1992, kde v soutěži dvojbobů skončil na 31. místě.